# Runcinia albida
Runcinia albida är en spindelart som först beskrevs av Marx 1893.  Runcinia albida ingår i släktet Runcinia och familjen krabbspindlar.
Artens utbredningsområde är Kongo. Inga underarter finns listade i Catalogue of Life.